# Agostino Mattoli
Agostino Mattòli (Bevagna, 28 dicembre 1801 – Bevagna, 22 aprile 1869) è stato un patriota e politico italiano.

## Biografia
Fino all'età di sette anni visse in famiglia, passò poi al Seminario regionale di Assisi che abbandonò dopo poco tempo per recarsi in Francia al Collegio Militare di la Flèche, secondo gli usi in voga nelle nobili famiglie durante l'occupazione francese. (Per questo partecipò da cadetto alla battaglia di Waterloo).
Ritornato dopo l'abdicazione di Napoleone, fece il corso di studi preliminari a Spello, nel Collegio retto da Vitale Rosi, educatore da cui il collegio ha poi preso il nome, che gli offrì la cattedra di Retorica e l'aggregazione tra i soci dell'Accademia di Scienze ed Arti di Viterbo. Mattoli rifiutò l'insegnamento e si trasferì a Roma per laurearsi in Medicina.
Mediante concorso ottenne un posto nell'Archiospedale di Santo Spirito in Saxia, dove restò per cinque anni, al termine dei quali il Collegio Medico-Chirurgico gli conferì il nulla osta per il libero esercizio, che svolse per due anni a Roma e poi in Sabina a Palombara e a Vetralla. Fu ideatore di cure omeopatiche che applicò durante le epidemie di colera del 1855 e del 1867.

### Attività politica
Fin da giovane consolidò conoscenze politiche che lo portarono a contatto con la “Giovine Italia”: la sua corrispondenza con Giuseppe Mazzini, Carlo Armellini, Aurelio Saffi, i triunviri della Repubblica Romana con cui era amico, è andata perduta assieme alla sua vasta biblioteca anche a causa degli eventi della seconda guerra mondiale. Per la partecipazione al movimento mazziniano fu condannato all'esilio perpetuo a Firenze, inflittogli dal Papato. Qui, dopo essersi convertito tra i primi in Italia all'omeopatia, poté esercitare la sua professione, e il merito di aver guarito la sorella del Granduca di Toscana concorse a fargli ottenere il permesso del rimpatrio (il Granduca stesso intervenne presso papa Pio IX per farlo tornare a Bevagna). Anche se graziato, non rinunciò a partecipare nuovamente attivamente ai moti del 1848 - 1849 che sancirono la nascita della Repubblica Romana: durante questo periodo infatti venne eletto deputato alla Costituente Romana con 660 suffragi.
Caduta la Repubblica seguì la restaurazione dello Stato Pontificio e venne iscritto nelle Liste di Proscrizione stilate dalla Santa Sede, costringendolo a rifugiarsi nuovamente a Firenze, subendo un secondo esilio ancor più duro del primo (esiste ancora il documento originale della scomunica Papale indirizzata a Mattoli e la condanna all'esilio perpetuo) ma che grazie alla sua influenza gli venne condonato dopo poco.
Ritornò quindi a Bevagna dove diede dapprima vita a iniziative di promozione dell'economia locale come mostre agricole e premi. Con l'avvento dell'Unità d'Italia nel 1861 e la formazione del nuovo Stato unitario, tornò all'attività politica sia a livello comunale che provinciale, con la nomina a consigliere provinciale.
A Perugia accettò, dichiarandosi liberale progressista, nel 1865 la candidatura a deputato del suo collegio alla Camera; fu eletto infine a sindaco di Bevagna.